# Egyptologi
Denna artikel handlar om egyptologi som vetenskap. Se även Forntida Egypten.

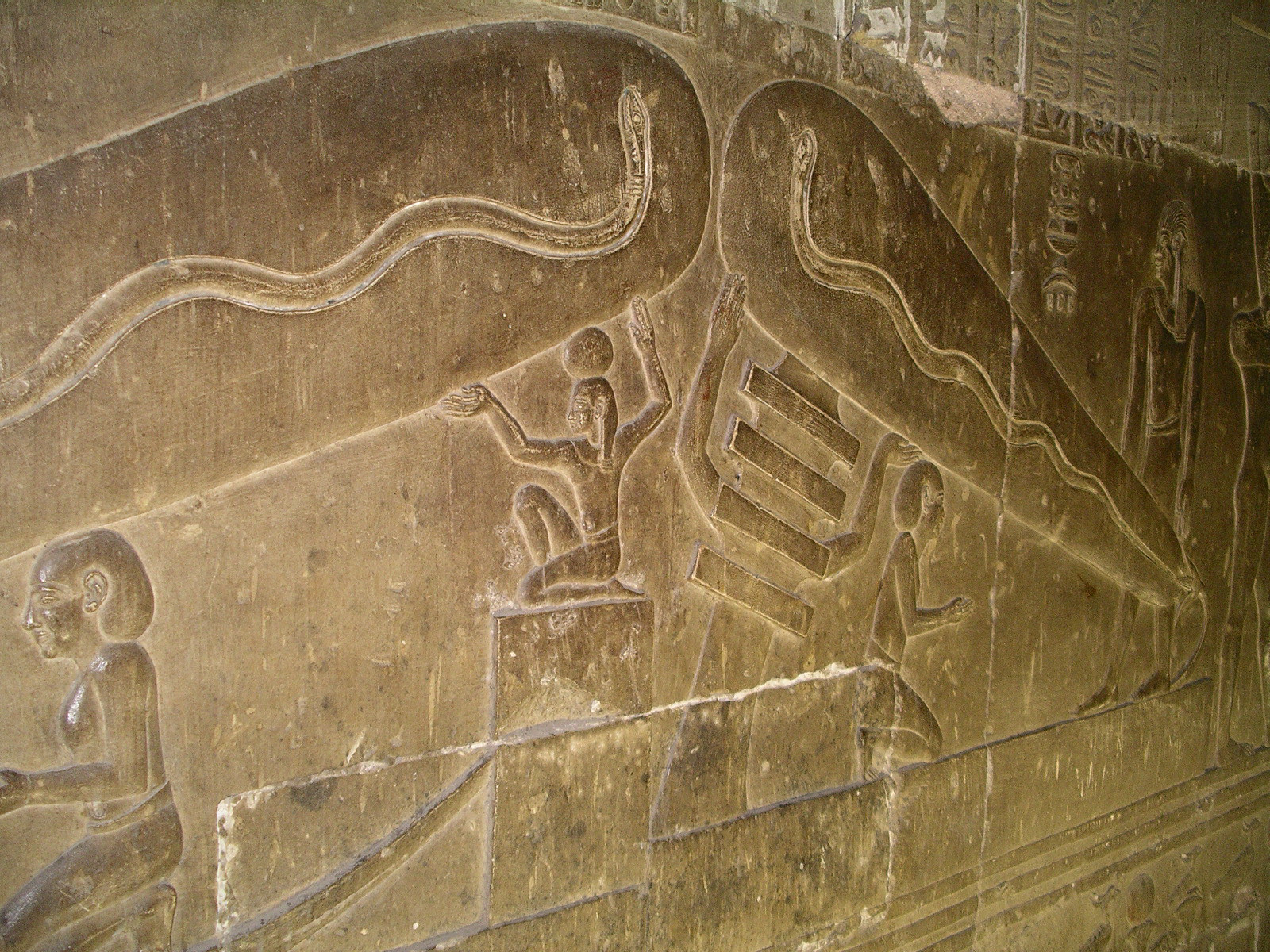
Detalj från gudinnan Hathors tempel givande en scen ur fornegyptisk mytologi

Egyptologi är en vetenskap inom vilken det forntida Egyptens kultur studeras. Utifrån forntidens arkeologiska och skriftliga lämningar bedrivs forskning vars syfte är att vinna kunskap om denna tidiga civilisations olika aspekter, såsom dess språk, religion och historia. I tid spänner ämnet över förhistorisk tid i Nildalen ända till den forntida kulturens efterföljare, det koptiska (kristna) Egypten under medeltiden, men vetenskapens fokus ligger vid den historiska faraonska perioden, vilken inföll mellan ca. 3100-30 f.Kr.

## Ämnets karaktär
Egyptologi sorterar både under språkvetenskap och arkeologi.
Det språk som studeras är fornegyptiska i alla dess dokumenterade former. Fornegyptiskan räknas till den hamitisk-semitiska språkfamiljen, och är släkt med såväl arabiskan som nilotiska språk och berber. Alltifrån skriftens, hieroglyfernas, uppkomst omkring år 3100 f.Kr. går det att följa språkets utveckling. En vanlig uppdelning av fornegyptiskans språkfaser är i kronologisk ordning gammalegyptiska (eller arkaisk egyptiska), mellanegyptiska, nyegyptiska, demotiska och koptiska. Det skarpaste brottet skedde från mellanegyptiska till nyegyptiska. Den förra språkfasen fick rollen av ett klassiskt språk för senare tiders egyptier, vilket yttrade sig i att litterära och religiösa texter fortsatte att författas på detta språk ända ned till kristen tid. En grund för att som forskare kunna tillgodogöra sig språket är givetvis att förstå hur hieroglyfskriften fungerar. Denna skrift, vilken användes för monumentalinskrifter i religiösa och politiska sammanhang, bestod under klassisk mellanegyptisk tid av omkring 800 tecken. Till skillnad från i kilskriften, vilken anses ha utvecklats före egyptiernas skrift, behöll hieroglyferna sin bildkaraktär. För vardagliga ändamål såsom brevskrivande användes hieratiskan, en kursiverad variant av hieroglyferna att skrivas på förgängligt material som papyrus, trätavlor och krukskärvor. Senare ersattes denna av den än mer kursiverade demotiska skriften. Kopterna brukade grekiska bokstäver.
Egyptologisk forskning baseras också på de många och ofta välbevarade arkeologiska lämningarna. Det varma och torra klimatet har underlättat bevarandet.
Eftersom ämnet, som synes, är stort och brett har olika forskningsinriktningar uppkommit. Demotiska studier är ett exempel på en sådan inriktning, ett annat är studiet av materialet från arbetarbyn vid Deir el-Medinah, strax intill Konungarnas dal i den forntida huvudstaden Thebe.

## Ämneshistorik
År 525 f.Kr. erövrades Egypten av perserrikets kung Darius I. Under den persiska och efterföljande grekiska (332-30 f.Kr.) perioden hade den fornegyptiska kulturen en låg status bland de styrande. När romarna tog Egypten år 30 f.Kr. och kristendomen så småningom svepte över landet accelererades borttynandet av den gamla inhemska kulturen. En konsekvens av detta var att hieroglyfskriften dog ut; den yngsta kända texten skriven med hieroglyfer (på Isis-templet i File) är daterad till 396 e.Kr. I det kristna och senare muslimska Egypten övergavs den fornegyptiska kulturen.
I och med renässansen uppstod ett intresse i Europa för antiken och forntiden. Detta intresse motiverades dels av bibelvetenskapliga studier, dels av en genuin nyfikenhet till återupptäckande. Referenser i Bibelns gamla testamente och i antika författares skrifter (Herodotos, Plutarchos, Manetho) stimulerade intresset. Det berättas i Bibeln bland annat om faraoner, statsmannen Josef, patriarken Moses och Jesus-familjens flykt. Europeiska konsulära representanter i Egypten fick tillstånd av styret i Kairo att anskaffa och föra hem egyptiska antikviteter, vilket naturligtvis ytterligare spädde på intresset därhemma. Mumier, sfinxer och pyramider eggade européernas fantasi. Mumier togs till Europa och dissekerades inför publik, och användes även i mald form till medicin. Olika religionsfilosofiska riktningar, fokuserade på mystik, tog fasta på mycket av den mystiska auran kring Egypten, till exempel pyramiderna i Giza.
Det vetenskapliga studiet av det forntida Egypten satte inte igång förrän 1798 då Napoleon I anlände till Egypten som ett led i hans kampanj mot britterna. Med sig på sin expedition hade han vetenskapsmän som antecknade, beskrev och ritade ned allt de såg. Deras verk, ”Description de l Égypte”, kom att bli en viktig källa för senare tiders forskare. Nyckeln till dechiffrerandet av hieroglyferna var Rosettastenen, på vilken en och samma text är skriven med tre olika skrifter: hieroglyfskriften, den grekiska och demotiska. Denna omständighet underlättade dechiffrerandet avsevärt. Framträdande i dechiffreringsarbetet var bland annat svensken Johan David Åkerblad, Thomas Young, Edward Hincks, men den som stod för det definitiva genombrottet var fransmannen Jean-François Champollion. I och med publiceringen av hans ”Précis du systèmes hiéroglyphique des anciens Égyptiens” 1824 föddes egyptologin. Stor betydelse för ämnet hade även etablerandet av den egyptiska fornminnesförvaltningen med museer under 1800-talets senare hälft.
Sedan dess har vetenskapen växt till att bli ett stort och brett internationellt ämne som studeras framför allt vid europeiska och nordamerikanska universitet. I Sverige går det att läsa ämnet vid Uppsala universitet, och i Nederländerna är det möjligt att studera ämnet i engelska vid Universitetet i Leiden.

## Forskningskällor
Egyptologins forskningskällor kan delas upp i primär- och sekundärkällor. Med primärkällor menas det material som den fornegyptiska kulturen lämnade efter sig i form av arkeologiska och skriftliga lämningar, och med sekundärkällor menas den forskning och bearbetning av detta material som nutidens forskare svarat för.
Vad gäller primärkällor kan till exempel nämnas Karnak-templet i Thebe (dagens Luxor) vigt åt nationalguden Amon, pyramiderna i Giza, farao Djosers trappstegspyramid i Sakkara (strax söder om Kairo), Konungarnas dal i vilken Nya rikets faraoner lät begrava sig, Akhenatons mellanegyptiska huvudstad Achetaton (Amarna), det omfattande kilskriftsarkivet i samma stad (de s.k. Amarnabreven), och kungapalatset i Malqata (beläget på Thebes västra strand).
Bland de språkliga lämningarna återfinns alla möjliga typer av texter såsom brev, administrativa texter, litteratur, dekret, hymner och funerära självbiografier. Som exempel på texter kan Ptahhoteps maximer (tillhörande den s.k. visdomslitteraturen), den memfitiska skapelseberättelsen (i vilken guden Ptah innehar huvudrollen), och berättelsen om den egyptiske hovmannen Sinuhes äventyr (Sinuhes berättelse) och Abusir papyri (den äldsta bevarade skriften) nämnas. En textsamling, innehållande korrespondens inom en familj i Thebe under det s.k. första intermediet (2181-2055 f.Kr.), låg f.ö. till grund för Agatha Christies roman ”Slutet blir döden”, vilken utspelar sig i det gamla Egypten. Vad gäller sekundärkällor så kan dessa delas in i referensverk och forskningsrapporter. Till den förra kategorin hör teckenlistor, ordböcker, grammatikböcker och textpublikationer. Dessa fungerar som en grund för vidare forskning. Den senare kategorin handlar om forskning utifrån de primära källorna och referensverken. Dessa finns publicerade i fristående böcker eller i egyptologiska tidskrifter.